# Wessenberg (Adelsgeschlecht)

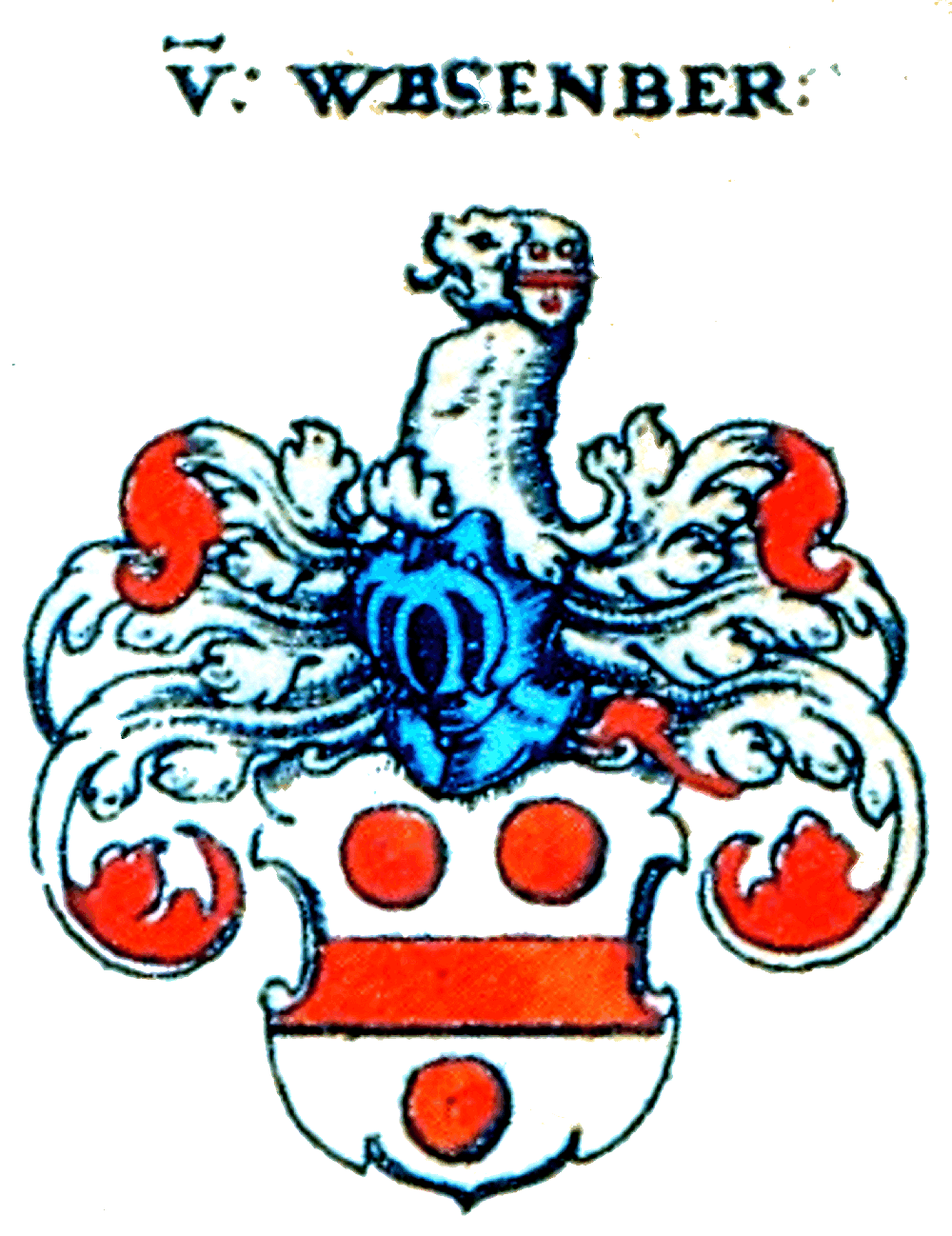
Wappen derer von Wessenberg in Siebmachers Wappenbuch von 1605

Die Herren von Wessenberg sind ein seit dem 11. Jahrhundert urkundlich erwähntes Adelsgeschlecht, das ursprünglich im heutigen Kanton Aargau beheimatet war.

## Herkunft
Die erste urkundliche Erwähnung der Herren von Wessenberg geht auf eine Urkunde aus dem Jahr 1029 zurück. Darin tritt ein Freiherr Hermann von Wessenberg als Zeuge eines Lehensbriefs der Äbtissin Berchta des Damenstifts Säckingen auf. Der von Aegidius Tschudi ins Deutsch übersetzte Lehensrevers endet wörtlich: „... hab ich min Insigel an diesen Brieff geton/ der geben ist am 29. Tag Merzen/ geschehen im Kloster zu Seckingen Anno Domini 1029 in der 12. Zinszal / als Pabst Johann der XX. die Apostolisch Kilch regiert/ und Keiser Cunrat richsnet/ Warmannus (Warmann von Dillingen) Bischoff zu Costenz und Ernst Durchlüchtiger Herzog in Alamannien was; Zügen so zugegen gewäsen: Herman von Wessenberg Fryherr/ Rudolff von Bilstein, Arnold von Mandach Edelknecht, und Berchtold/ der Pfarrer zu Louffenberg und ander vil.“ Über ihre Herkunft ist darin nichts weiter belegt. Möglich ist, dass sich die Herren von Wessenberg vom Ministerialadel des Damenstifts Säckingen in den Freiherrenstand emporarbeiten konnten und sich im Laufe der Zeit Besitzungen und Rechte, die ursprünglich zum Stift gehörten, aneignen konnte. Diese Annahme stützt sich mehrheitlich auf die ursprünglichen Besitzungen der Herren von Wessenberg, die größtenteils mit den Besitzungen des Damenstifts einhergehen.

## Stammsitz
Die namengebende Burg Wessenberg lag auf dem Wessenberg zwischen Mandach und Hottwil in heutigen Kanton Aargau. Von dieser Burg ist heute nichts mehr vorhanden. Zu ihrem Besitz zählte auch die Burg im Leimental.

## Wappen
Das Wappen der Herren von Wessenberg zeigt in Silber einen schwarzen oder roten Balken, darüber zwei und darunter eine rote Kugel. Auf dem Helm mit rot-silbernen Decken ein silberner Brackerumpf mit dem Schildbild auf dem Ohr.

## Geschichte
Besitzungen und Rechte hatten die Herren von Wessenberg vor allem im heutigen Kanton Aargau und zwar in den Ortschaften Mandach, Hottwil, Etzwil, Villigen, Bötzberg und Leuggern. Auch in der benachbarten Grafschaft Hauenstein scheinen die Herren von Wessenberg zumindest zeitweise Besitzungen gehabt haben, wie aus dem habsburgisch-österreichischen Pfandrodel aus der Zeit zwischen 1282 und 1300 hervorgeht. Dort wird erwähnt, dass zu jener Zeit ein Hartmann von Wessenberg das Pfand über Birkingen (Berchingen) und Rotzel (Rotzal) innehatte. Nachfahren dieses Geschlechts leben noch heute in Österreich.

## Bekannte Vertreter des Geschlechts
- Ignaz Heinrich von Wessenberg (1774–1860), deutscher Theologe, Generalvikar des Bistums Konstanz bis zu dessen Auflösung 1821
- Johann von Wessenberg (1773–1858), österreichischer Staatsmann und Diplomat, Bruder des Vorgenannten